# 叶塞尼亚
《叶塞尼亚》是一部1971年的墨西哥电影，阿尔弗雷多·克雷文纳指导，根据约兰达·巴尔加斯·杜尔切的原著故事改编。杰奎琳·安德雷、豪尔赫·拉瓦特主演。该片有着浓郁的吉普赛风情，展现了吉普赛人的各种生活场景：从街头卖艺到婚姻风俗。女主角叶塞尼亚的不幸命运和不羁的性格更是对观众产生了强烈冲击。整部影片具有浓厚的浪漫主义色彩。1970年代，该片曾是苏联票房冠军，有9140万人次观看了这部电影。

## 情节
叶塞尼亚自小在一个吉普赛部落长大，她的兄长巴尔多一直暗恋她，但叶塞尼亚对他却只有兄妹情谊。一次在街头卖艺的过程中，偶遇白人军官奥斯瓦尔多，奥斯瓦尔多强吻了她，叶塞尼亚便偷走了他的钱包。奥斯瓦尔多因为钱包中有军事机密，便来到吉普赛营地寻访叶塞尼亚，叶塞尼亚让奥斯瓦尔多去河边找她。奥斯瓦尔多第三天才得以见到她，二人暗生情愫。他于是找到吉普赛酋长求婚，起初酋长不许，但是叶塞尼亚的“外婆”玛亨达告诉他，其实叶塞尼亚是白人的私生女，酋长终于同意二人结合，并按吉普赛传统举行了仪式。
新婚不久，奥斯瓦尔多被军队派去执行任务，托人带信给叶塞尼亚，然而送信人却被强盗所害。奥斯瓦尔多被俘，叶塞尼亚等了好几个月毫无音讯，只得同巴尔多离去。奥斯瓦尔多脱离险境后，以为叶塞尼亚变心。他到教父拉蒙家中修养，期间对拉蒙的孙女路易莎十分照顾，并与后者订婚。玛亨达告诉叶塞尼亚她的真实身世，叶塞尼亚来到生母家中挑衅，终于发现路易莎是自己亲生妹妹。路易莎有严重的心脏病，她最后将奥斯瓦尔多让给了叶塞尼亚，自己和拉蒙一起去欧洲治病。

## 演员
影片男主角豪尔赫·拉瓦特身高1.8m，形象好，出身演艺世家，并且会唱歌。这是他第四次与导演合作。他的姐姐奎塔·拉瓦特在片中出演了叶塞尼亚的生母玛丽塞拉，她比叶塞尼亚的演员杰奎琳仅大9岁。女主角杰奎琳是在美国长大，中学后回国。1984年、2014年曾两度访华。她34岁时出演了《叶塞尼亚》，拍摄过程中发现怀孕，但仍坚持完成了本片的制作。拍摄时，导演曾特别要求她眉毛不能上翘，这使得叶塞尼亚的情态被传递得更加准确。路易莎在片中是一个洋娃娃般的富家女，但其饰演者艾尔玛·洛扎诺出身贫苦，情路坎坷。“外婆”由墨西哥资深演员伊莎贝拉·科罗纳饰演，年轻时是青衣路线，在本片中却饰演了形貌邋遢滑稽，却心地善良、洞明世事的老太婆形象。